# Euplecte à épaules orangées
Euplectes axillaris
Espèce
Statut de conservation UICN

 LC  : Préoccupation mineure
L'Euplecte à épaules orangées (Euplectes axillaris) est une espèce de passereaux de la famille des Ploceidae.

## Répartition

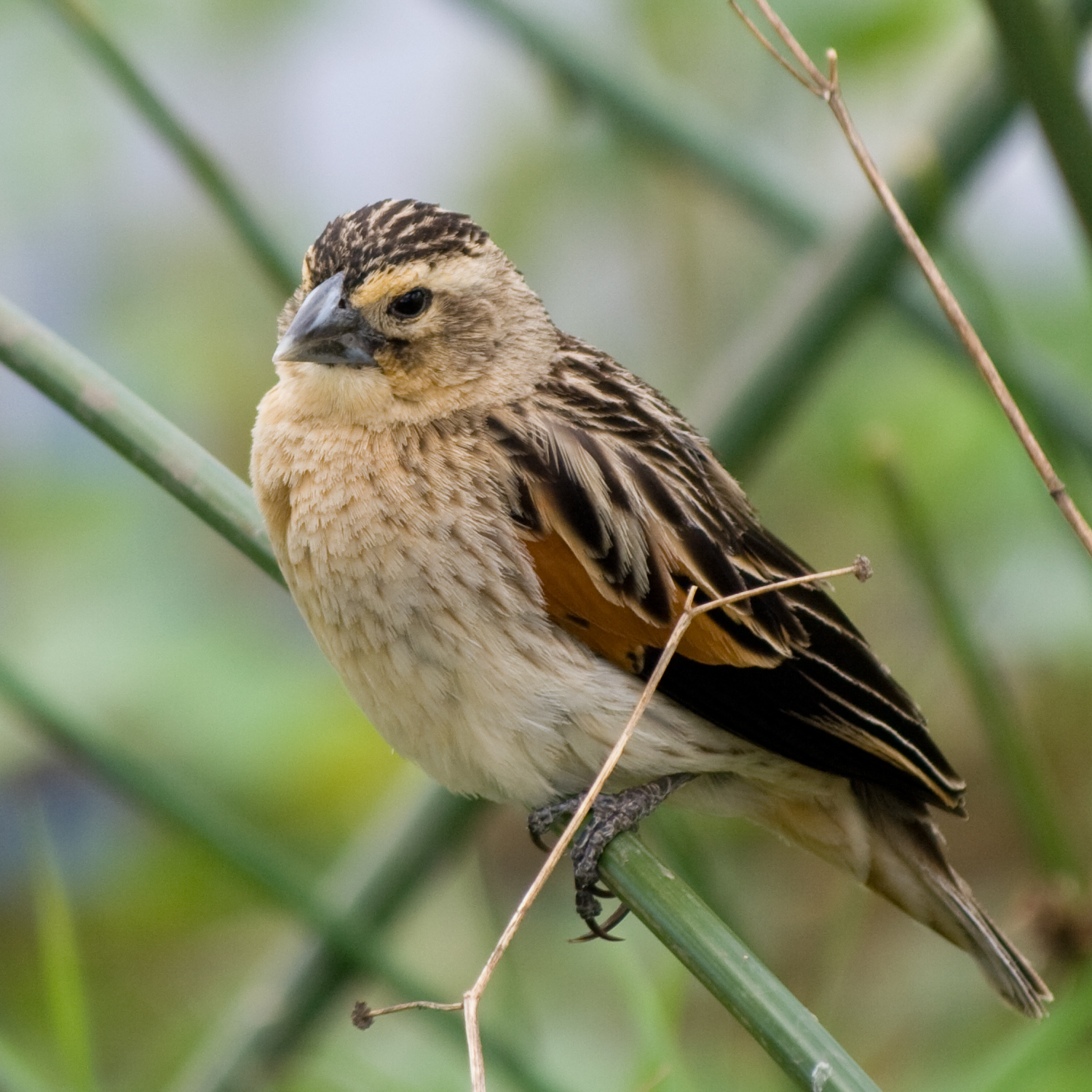
Un mâle au plumage éclipse.

Son aire s'étend de manière dissoute à travers l'Afrique subsaharienne.

## Taxinomie

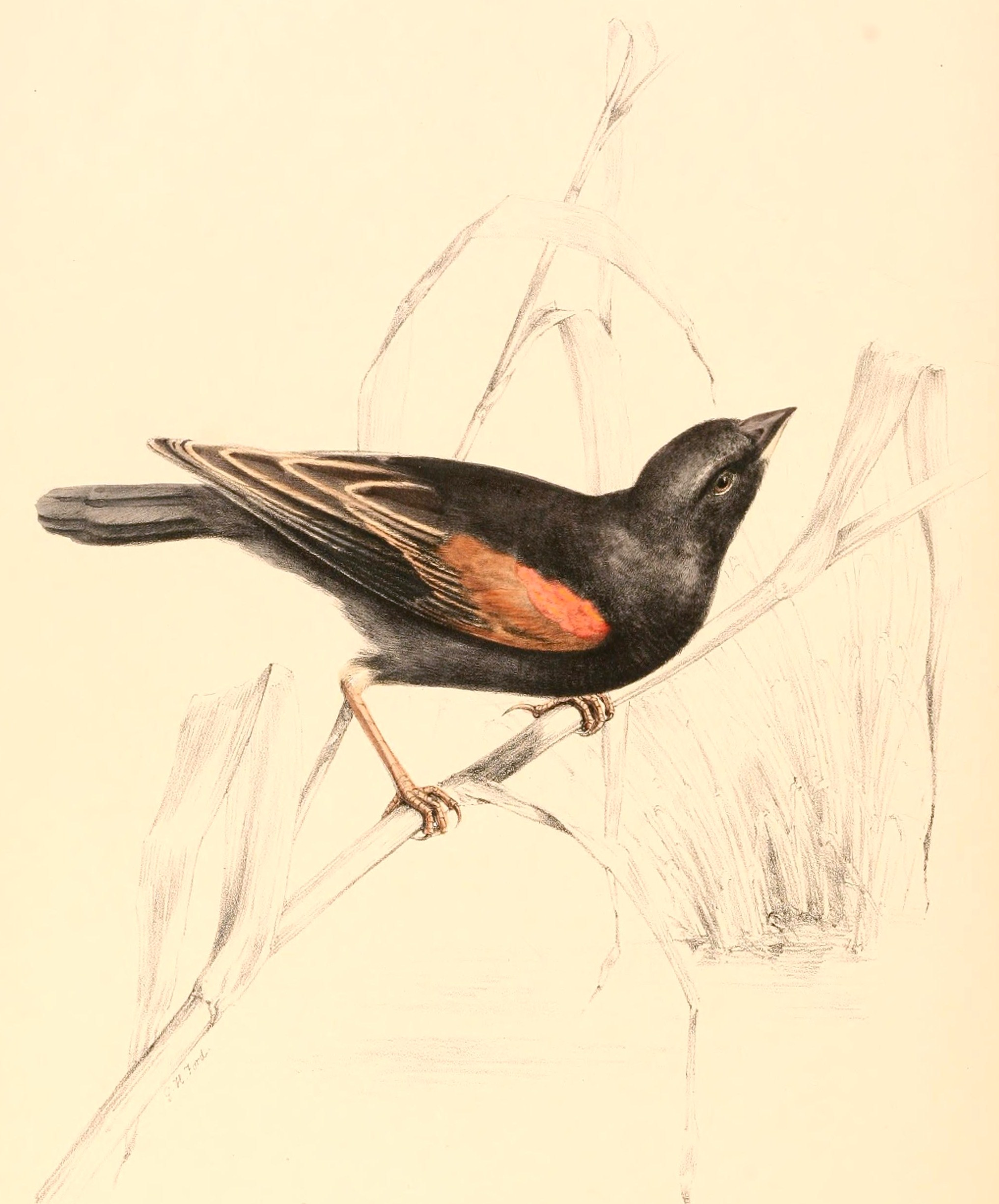
Mâle de la sous-espèce type.

Selon le Congrès ornithologique international il existe cinq sous-espèces :
- E. a. bocagei (Sharpe, 1871) — du Mali au Centrafrique à l'ouest de l'Angola, nord-est de la Namibie, nord du Botswana et nord-est du Zimbabwe ;

29431
- E. a. traversii (Salvadori, 1888)	— Éthiopie ;

29432
- E. a. phoeniceus (Heuglin, 1862) — du Soudan, l'Ouganda et Kenya au nord-est de la Zambie ;

29433
- E. a. zanqibaricus (Shelley, 1881) — sud de la Somalie, est du Kenya, est de la Tanzanie et îles proches ;

29434
- E. a. axillaris (Smith, A, 1838) — est de la Zambia, Malawi, Mozambique et est de l'Afrique du Sud.